# رضا عامری
رضا عامری (زادهٔ ۱۰ شهریور ۱۳۴۰ تهران) دیپلمات و سفیر کنونی ایران در کشور امارات متحدهٔ عربی است.
وی سفیر پیشین ایران در الجزایر بوده‌است و مدیرکل سابق خاورمیانه و شمال آفریقا در دولت یازدهم بود. وی پیش‌تر سفیر ایران در کشورهای سودان و اریتره بوده و معاونت سفارت کشورمان در کویت و مسئولیت‌هایی را در ادارات مرکزی وزارت خارجه در حوزه خاورمیانه و خلیج فارس عهده‌دار بوده‌است.
عامری در میان شرکت‌کنندگان دوره دبیراولی مقام دوم را کسب کرد و وزیر امور خارجه وقت به صورت کتبی از وی تقدیر کرد. همچنین در زمان تصدی مسئولیت ایشان در سفارت جمهوری اسلامی ایران در سودان، این سفارت به عنوان «نمایندگی برتر ایران در آفریقا در سال ۱۳۸۵» انتخاب و تقدیرنامه کتبی از وزیر امور خارجه وقت دریافت نمود. در ضمن در سال ۱۳۸۸ به مقام «نمایندگی برتر در توسعه روابط اقتصادی در سال ۱۳۸۸» رسید و مجدداً از وزیر امور خارجه وقت تقدیرنامه کتبی اخذ نمود.
وی در پایان مأموریت سفارت در سودان (خارطوم)، از رئیس‌جمهور آن کشور مدال درجه یک نیلین، عالی‌ترین مدال سیاسی کشور سودان را دریافت کرد.

## زندگی‌نامه
او در دهم شهریور ۱۳۴۰ در خانواده مذهبی در جنوب تهران خیابان ری دیده به جهان گشود. دوره تحصیل ابتدایی خود را در دبستان ملی مالکی واقع در محله تیردوقلو به اتمام رساند. وی در خرداد ماه ۱۳۵۸ در رشته علوم تجربی از دبیرستان دارالفنون فارغ‌التحصیل شد. در آذرماه ۱۳۶۱ وارد جهاد سازندگی شد و تا بهمن سال بعد در آن نهاد مشغول بکار بود. در بهمن ۱۳۶۲ در مؤسسه آموزش عالی وزارت خارجه در رشته زبان عربی این مؤسسه مشغول به تحصیل گردید. این مؤسسه بعدها به دانشکده روابط بین‌الملل وزارت امور خارجه تغییر نام یافت. عامری پس از ورود به وزارت خارجه تاکنون در کشورها و مسئولیتهای مختلفی انجام وظیفه کرده‌است. وی دارای لیسانس حقوق از دانشگاه شهید بهشتی و فوق لیسانس مترجمی زبان عربی از دانشگاه تهران است.

## سوابق شغلی در وزارت امور خارجه
- ورود به وزارت امور خارجه (از طریق دانشکده روابط بین‌الملل)– بهمن ۱۳۶۲[۵]
- معاون اداره دوم خاورمیانه عربی و شمال آفریقا – اردیبهشت ۱۳۷۴[۵]
- رئیس اداره دوم خاورمیانه عربی و شمال آفریقا – تیر۷۶ تا فروردین ۷۸[۵]
- معاون سفیر جمهوری اسلامی ایران در کویت – فروردین ۷۸ تا شهریور ۸۲[۵]
- معاون اداره دوم خلیج فارس – آبان ۸۲ تا اردیبهشت ۸۵[۵]
- سفیر جمهوری اسلامی ایران در سودان– اردیبهشت ۸۵ تا خرداد ۸۹.[۳]
- سفیر آکردیته جمهوری اسلامی ایران در اریتره – خرداد۸۶ تا خرداد ۸۹.[۴]
- رئیس اداره دوم خاورمیانه و شمال آفریقا- خرداد ۸۹ تا ۲۸ اسفند ۹۰.[۵]
- معاون مدیر کل خاورمیانه و شمال آفریقا- از ۲۸ اسفند ۹۰ تا ۴ آبان ۹۱.[۵]
- مدیر کل خاورمیانه و شمال آفریقا – از ۴ آبان ۹۱ تا ۲۰ آبان ۹۳.[۵]
- سفیر جمهوری اسلامی ایران در الجزایر – از ۲۰ آبان ماه ۱۳۹۳ تا  ۱۳۹۸
- مدیرکل ایرانیان وزارت خارجه ۱۳۹۸-۱۴۰۲
- [۵]
- سفیر جمهوری اسلامی ایران در امارات متحده عربی – از ۱۶ فروردين ماه ۱۴۰۱ تاکنون‌

## سفیر ایران در الجزایر
در سال ۱۳۹۳ حسن روحانی رئیس‌جمهور ایران بنا به پیشنهاد دکتر محمدجواد ظریف، عامری را به سمت سفیر فوق‌العاده و تام‌الاختیار جمهوری اسلامی ایران در الجزایر منصوب کرد.

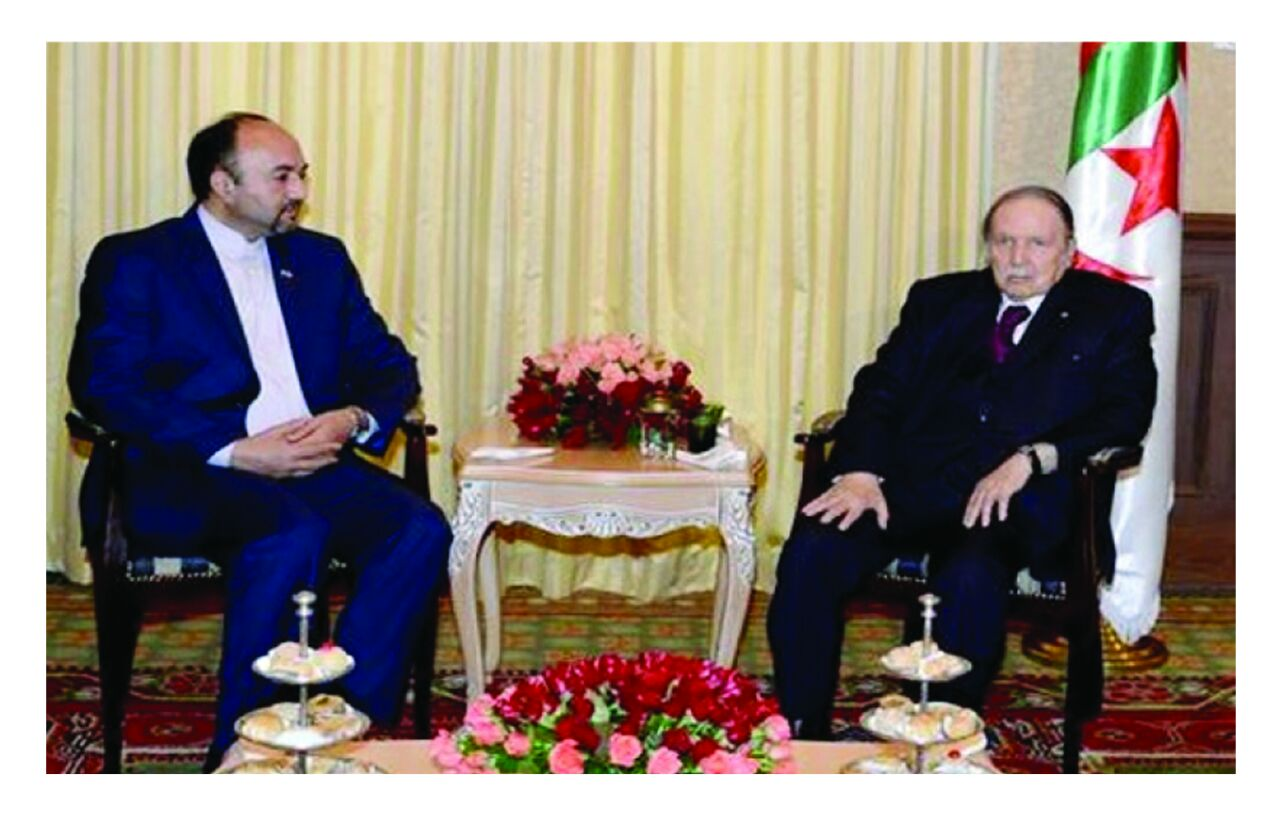